# La Naissance d'un empire
Pour le péplum américain sorti en 2014, voir 300 : La Naissance d'un empire.
Pour plus de détails, voir Fiche technique et Distribution.
La Naissance d'un empire (Tide of Empire) est un western américain réalisé par Allan Dwan, sorti en 1929.

## Fiche technique
- Titre français : La Naissance d'un empire
- Titre original : Tide of Empire
- Réalisation : Allan Dwan
- Photographie : Merritt B. Gerstad
- Société de production : Cosmopolitan Productions et MGM
- Pays de production :  États-Unis
- Langue : Anglais
- Genre : Western
- Longueur : 1 997 m
- Format : Noir et blanc - Son : Mono (MovieTone) (musical score and sound effects)
- Dates de sortie : 
  - États-Unis : 23 mars 1929
  - France : 7 novembre 1930

## Distribution
- Renée Adorée : Josephita Guerrero
- Tom Keene : Dermond D'Arcy
- Fred Kohler : Cannon
- George Fawcett : Don Jose
- William Collier Jr. : Romaldo
- James Bradbury Sr. : Jabez
- Harry Gribbon : O'Shea
- Paul Hurst : Poppy